# Nishikasugai, Aichi
Nishikasugai-gun (西春日井郡; Tây Xuân Nhật Tỉnh quận) là một huyện nằm trong tỉnh Aichi, Nhật Bản. 
Huyện nằm ở trung tâm vùng Owari. Dân số là 22194 người, tổng diện tích là 10,20 km² (Tại thời điểm 1/3/2007). Hiện nay huyện có thị xã Toyoyama.